# Evangelische gemeenten
Evangelische gemeenten zijn protestantse gemeenschappen en groepen die niet behoren tot de traditionele protestantse kerkgenootschappen. Zij hechten grote waarde aan de plaatselijke zelfstandigheid van de gemeente en minder aan een centraal orgaan als een synode. De eerste evangelische gemeenten ontstonden in Engeland en Amerika in de 18e en 19e eeuw. In Nederland zijn er in de loop van de 20e eeuw evangelische gemeenten ontstaan, vaak na prediking van Amerikaanse zendelingen.
Aanvankelijk bestond er weinig contact tussen evangelische gemeenten en traditionele protestantse kerken. In de afgelopen decennia is er steeds meer toenadering ontstaan.

## Zie ook

Ontstaan van de verschillende stromingen in Nederland